# كالديرا (تشيلي)
كالديرا، (تشيلي) (بالإسبانية: Caldera, Chile) هي بلدية تقع في تشيلي في Copiapó Province. يقدر عدد سكانها بـ 16,150 نسمة ومساحتها 4,666.6 كم2 وترتفع عن سطح البحر 44 متر.

## أعلام
- ويليام بي. هووبر